# 한솔중학교
한솔중학교(한솔中學校)는 대한민국 세종특별자치시 한솔동에 있는 공립 중학교이다.

## 학교 연혁
- 2012년 3월 1일 : 한솔중학교 11학급 편성, 개교 (258명)
- 2012년 3월 2일 : 제1회 입학식 (신입생 128명 입학)
- 2012년 3월 23일 : 세종특별자치시 첫마을 4개교 합동 개교식
- 2014년 2월 28일 : 한솔중학교(600명)과 새롬중학교(567명)로 분리
- 2023년 1월 6일 : 제11회 졸업식 293명(졸업생 총인원 2,442명)
- 2023년 3월 1일 : 김용석 교장 부임
- 2023년 3월 1일 : 33학급 편성(846명)
- 2023년 3월 2일 : 제12회 입학식 (272명)

## 참고 자료
- 한솔중학교 - 한국교육학술정보원 학교알리미